# Couverture médiatique du conflit israélo-palestinien
Pour des articles plus généraux, voir Couverture médiatique et Conflit israélo-palestinien.
 (septembre 2019).
La couverture médiatique du conflit israélo-palestinien est constamment critiquée par des allégations de partialité venant des deux bords, israélien et palestinien. Ces perceptions génèrent plus de plaintes que tout autre sujet et conduisent à une prolifération de groupes de surveillance des médias.
Dans les pays qui ont pris fait et cause pour l'un des belligérants du Proche-Orient, surtout dans les pays ayant une faible liberté de la presse, la présentation du conflit est naturellement biaisée. Il y a dans ce cas peu de contestation par leurs lecteurs de la présentation qu'en font les journalistes.
Le cas de la France est particulier. En effet, de tous les pays ayant une liberté de la presse jugée satisfaisante par les ONG travaillant sur le sujet, la France est celui qui possède à la fois la communauté musulmane la plus importante, environ 10 % de la population mais aussi une importante communauté juive, environ 1 % de la population. Parmi les membres de ces deux communautés, nombreux sont ceux qui trouvent que les médias français, avantagent la partie adverse. À chaque présentation de ce conflit dans les médias, une polémique se déclenche, plus ou moins importante.

## Partialité
Des chercheurs et des observateurs remarquent la partialité du traitement de l'information dès lors qu'il s'agit du conflit israélo-palestinien,, tel l'historien Daniel Lindenberg qui la date en faveur d'Israël au lendemain de la Seconde guerre mondiale ou le directeur de recherche au CNRS Daniel Dayan et le journaliste Brice Couturier qui dénoncent l'hostilité des médias français et européens contemporains à l'égard d'Israël,.
La partialité de l'information et particulièrement sa politique catastrophiste et démesurée appliquée à la guerre israélo-palestinienne s'explique, selon les sociologues Johann Galtung et Mari Holmboe Ruge (no), dans la mesure où comme il ne peut pas y avoir de récit continu avec ses nuances, « plus un pays est physiquement lointain du lieu de production des nouvelles, plus les événements qui s’y déroulent ont besoin d’être catastrophiques pour se trouver mentionnés », comme l'est le Proche-Orient par rapport à l'Europe ou la France, d'où de la démesure et des excès.

## Groupes de surveillance des médias
Les groupes de surveillance des media semblent moins structurés que de l'autre côté de l'Atlantique. Il s'agit surtout de sites communautaires juifs d'un côté, musulmans de l'autre, qui rapportent ce qu'ils appellent la « désinformation des médias français ». Ils peuvent être considérés comme extrémistes par leurs communautés respectives, et accusés d'antisémitisme d'un côté et d'islamophobie de l'autre. Leur influence réelle est difficile à évaluer mais ils semblent très minoritaires.
Aux États-Unis, les organismes de surveillance des médias sont notamment Merip (Middle East Research and Information Project), Memri (Middle East Media Research Institute) qui a présenté en 2004 les dérapages de la télévision, Al-Manar du mouvement chiite libanais Hezbollah, ce qui a fait interdire celle-ci en France, AIC (en) (The Alternative Information Centre), PMW ou PalWatch (en) (Palestine Media Watch), ADC (en) (The American-Arab Anti-Discrimination Committee) ou Camera (Committee for Accuracy in Middle East Reporting in America).

## Types de biais de l'information

### Terminologies utilisées
Le chercheur Daniel Dayan évoque « l’émergence d’une « novlangue », d’un vocabulaire autoritaire, d’un lexique visuel et verbal à la fois récurrent et tyrannique » apparu dans les médias à partir de 2000, au moment de la Seconde intifada et même dans ceux réputés de qualité et bénéficiant d'un capital de confiance tels France 2, Arte, « Le Monde », « Libération », LCI ou Euronews, qui ont ouvert la porte aux laxismes, aux dérapages, aux euphémismes et aux diabolisations.
Le choix des mots affecte l'interprétation des événements. Par exemple, il y a une différence sémantique et une charge émotionnelle nuancée entre les verbes « mourir » et « tuer ». Le terme de territoire « disputé » ou « occupé » met en reflet une situation légale. Les termes de « militants » et « terroristes » supposent une compréhension différente du narratif - plus encore quand l'appellation « terroriste » est évacuée au profit du terme « déséquilibré ».
Pour le journaliste Denis Sieffert et al., « la bataille de l'image [et des mots] précède et accompagne celle des armes » et vise les opinions publiques, dont les empathies sont fortes et diversifiées. Ces dernières sont sujettes à la désinformation, manipulées et instrumentalisées par tous les gouvernements impliqués qui au vu des enjeux « doivent à tout instant avoir un discours sur ce qui se passe au Proche-Orient ».

### Commentaire biaisé ou détourné
Les titres, les chapeaux ou les annonces en ouverture des nouvelles annoncent souvent une action militaire israéliennes en ne mentionnant que plus tard qu'il s'agit de représailles israéliennes en guise de réponse après une explosion ou un bombardement. Cette méthode narrative rend la situation illisible.
« Des représentations se construisent, ostensiblement, à partir des commentaires... qui encadrent les images, et jouent à leur égard le rôle d’une sorte de police du sens. Ce rôle est crucial ».
Lors de l'affaire Tuvia Grossman, une photographie prise le 29 septembre 2000 en Israël est diffusée par l'AFP puis reprise dans plusieurs media internationaux, présentée à chaque fois comme celle d’un Palestinien agressé par un policier israélien alors qu'en fait, il s'agit de celle d’un étudiant juif américain battu, poignardé et blessé par plusieurs manifestants palestiniens et protégé par un policier israélien,. C'est à la suite de cet incident que l'organisation pro-israélienne de surveillance des médias HonestReporting est créée au Royaume-Uni.

### Omission d'événements et manque de vérifiabilité
L'ONG pro-israélienne CAMERA note que l'omission de faits importants mène à la désinformation du public. L'un des exemples les plus frappants est l'absence de reportage sur les soins prodigués à la population arabe dans le système de santé israélien, qui contraste avec la couverture des affrontements. Comme illustration de ce phénomène qui caractérise entre autres la politique éditoriale du journaliste Charles Enderlin et de ses disciples, on peut retenir le peu d'attention porté par les journalistes à l'hospitalisation à l'hôpital Hadassah à Jérusalem du diplomate palestinien et secrétaire général de l'OLP, Saeb Erekat, durant la pandémie de COVID-19.
Selon HonestReporting, une ONG pro-israélienne, les journalistes peuvent transformer la véritable image d'événements, en omettant le contexte de celui-ci[réf. nécessaire]. Et donne pour exemple un article traitement de la barrière de séparation de Cisjordanie sans mentionner les attentats suicides de la seconde intifada[réf. nécessaire]. Et un article traitant de la victoire politique du Hamas lors des élections de 2006, en omettant la corruption du Fatah[réf. nécessaire].
Des éléments cruciaux à la compréhension d’une situation peuvent être passés sous silence ; ainsi le 26 mars 2005, une séquence cette fois-ci sans parole mais avec sa bande-son d'origine montre sur la chaîne Euronews un petit Palestinien terrorisé que des soldats israéliens armes à la main intiment à distance de se dévêtir (gilet, chemise, pantalon), puis l'émission passe à autre chose. Ici, l'absence de commentaire a orienté le téléspectateur vers une interprétation dans le sens de l'humiliation de la population palestinienne et de la terreur d'un enfant quasiment maltraité par les Israéliens ; elle l'a privé d'apprendre que les soldats israéliens montrés à l'écran sauvaient ainsi la vie de nombreux civils et celle de cet enfant palestinien, kamikaze contrarié et porteur d'une bombe,.
Outre l'omission d'événements, d'informations ou de précisions, des médias ont volontairement refusé de publier les articles ou les tribunes de certains de leurs collaborateurs habituels, tel le sociologue Daniel Dayan qui s'est vu soudainement ignoré, censuré, dès qu'il traitait du nouveau lexique sémantique des médias, et a dû renoncer à faire paraître des textes publics.

### Reportage sélectif
Il est question de reportage sélectif lorsqu'un côté du récit est privilégié sur le second (thèmes d'articles, temps de parole, etc).

## Polémiques pour propos jugés anti-israéliens

### Affaire Mohammed al-Durah
L’affaire Mohammed al-Durah (arabe :  محمد الدرة) désigne les controverses générées par la diffusion d’un reportage de France 2 et de Charles Enderlin sur la mort d’un enfant arabe palestinien de 12 ans, Mohammed al-Durah, tué par balles (d'origine très vraisemblablement israélienne selon Enderlin) alors que son père tentait de le protéger, lors d’échanges de tirs entre les Forces de sécurité palestiniennes et l’armée israélienne, le 30 septembre 2000, au début de la seconde Intifada.
Cet événement a donné naissance à une controverse qui va de la contestation de la provenance des balles jusqu’à l'allégation d'une mise en scène de cette mort.

### Reportage «Un État palestinien est-il encore possible?»

#### Les faits
Début octobre 2011, le reportage  « Un État palestinien est-il encore possible ? » de l'émission Un œil sur la planète déclenche une polémique dans la communauté juive. Au lendemain de la diffusion de ce reportage, Richard Prasquier, président du CRIF adresse une lettre ouverte destinée au Président du Groupe France Télévision, Rémy Pflimlin. Dans ce courrier, il rappelle l'affaire Al Dura, que selon lui, « France 2 a toujours refusé d'éclaircir », et juge « que l'équipe qui l'a réalisé « a présenté, d'un conflit complexe, une image caricaturale et unilatérale », « en distordant les causalités, en ridiculisant l'adversaire, sans éviter les insinuations à la limite des théories conspirationnistes antisémites » ». À la suite de cette prise de position, la direction du groupe public a indiqué rencontrer prochainement l'ambassadeur d'Israël et le président du CRIF.
Cette réaction entraîne les protestations de journalistes, dont Charles Enderlin qui y voit une tentative de censure des médias français. Le Syndicat national des journalistes (SNJ) lance le 10 octobre 2011 une pétition intitulée « Défendons la liberté d'information ». Il dénonce par ailleurs des menaces proférées contre certains journalistes de France Télévisions et déclare qu'« il ne revient pas à une ambassade ni à un organisme communautaire de dicter aux journalistes ce qu’ils doivent et ne doivent pas écrire ou dire. ».
Le 14 octobre, dans un communiqué, France Télévisions condamne « les menaces et insultes à l'encontre des journalistes d'un Œil sur la planète à la suite de la diffusion d'un reportage sur l'avenir des territoires palestiniens mis en cause par le CRIF ». « Bien au-delà des critiques habituelles, ces procédés visent à intimider et à empêcher le travail des journalistes » précise le groupe public.
En plus du SNJ, les journalistes ont reçu de nombreux soutiens, notamment de la part de l'association du prix Albert-Londres, de l'association Une autre voix juive et de la Fédération européenne des journalistes (FEJ). L'Union des juifs pour la résistance et l'entraide (UJRE) se déclare également « solidaire de France 2 et des journalistes ».
Le 26 octobre, Richard Prasquier réaffirme que « le reportage de France 2 violait les règles de neutralité et d’équilibre qui sont inscrites dans la charte même de la chaîne (...). Nous le démontrerons au cours de notre entretien avec le Président de France Télévision le 2 novembre. » « Ce rendez-vous, ajoute-t-il, est sans lien avec le rendez-vous de l’Ambassadeur d’Israël ».
Consulté, le Conseil supérieur de l'audiovisuel « juge impartial le travail du magazine ».

#### Les arguments
Une partie de la communauté juive dénonce des contre-vérités dans ce reportage. L'ambassade d'Israël en France les reprend dans un droit de réponse : « Deux yeux sur la planète ». L'observatoire des médias Acrimed fait une analyse détaillée de ces contre-arguments ; cette analyse est complétée par le site Arrêt sur image.

### Les Guignols de l'info
Lors de l'émission des Guignols de l'info du 5 octobre 2011, prenant le prétexte d'informer que le nouveau prix Nobel de chimie (Daniel Schechtman) était israélien, la marionnette représentant Patrick Poivre d'Arvor, commentant l'attribution de ce prix Nobel décerné à un chercheur israélien, déclare : « Voyons l'expérience qui lui a valu ce prix » et la caricature du chercheur récompensé qui apparaît avec un sac poubelle explique : « J'ai réussi à faire entrer la Palestine dans un sac-poubelle » et celle de PPDA de conclure : « En même temps, c'est le fruit de 50 ans de recherche, il fallait bien que cela aboutisse ». Cette scène a entraîné de vives protestations postées sur les sites internet de la communauté juive,.

## Diffusion de fausses nouvelles

### Accusations d'empoisonnement de l'eau

#### Le contexte
Raphael Israeli, professeur d'histoire émérite de l’université hébraïque de Jérusalem, notamment connu pour avoir appelé la minorité arabe d'Israël la « cinquième colonne » et regretté qu'ils ne soient pas internés dans des camps comme les Japonais aux États-Unis pendant la Seconde guerre mondiale, affirme que les médias occidentaux et arabes sont prompts à relater en détail les accusations palestiniennes d'empoisonnement de Palestiniens au moyen de gaz toxiques, d'eau contaminée, de canettes de Coca-cola frelatées par Israël, l’armée israélienne, les colons ou de « mystérieux émissaires ». Il souligne qu'une fois qu'il est mis en évidence qu'il s'agit de hoax, l'information disparaît aussitôt des médias.
D'autres historiens comme Robert S. Wistrich (en), considéré comme « un érudit de premier plan de l'histoire de l'antisémitisme » selon l'université de l'Indiana, ou l'ancien résistant Paul Giniewski connaissant bien l'histoire d'Israël, rappellent les mêmes accusations par la presse arabe d'empoisonnement divers par les Israéliens de chewing-gum contaminés, de vivres israéliennes provoquant le cancer, d'hormones contre la virilité, d'aliments avariés,.

#### Les faits
Le 14 juin 2016, le quotidien israélien Maariv publie sur son site internet, NRG, une vidéo filmée en caméra cachée de l'un des fondateurs de Breaking the Silence, le pro-palestinien Yehuda Shaul, expliquant à un groupe de touristes en visite au village palestinien de Susya que « les villageois y étaient revenus s'installer récemment, le réseau de distribution d'eau du village ayant été empoisonné par des colons juifs quelques années auparavant »,.
Le 19 juin 2016, l'agence de presse officielle turque, Anadolu publie un communiqué faisant état que « le rabbin Shlomo Mlma, président du Conseil des rabbins de Cisjordanie » a émis un avis juridique religieux autorisant les colons israéliens à empoisonner l'eau des Palestiniens. Le même jour, le ministère palestinien des affaires étrangères, relate sur son site internet ce qu'il présente comme « un appel à l’empoisonnement de l'eau de Rabbi Mlmad et demande son arrestation ». Il ajoute que l'on s'attend à la mort de milliers de Palestiniens et condamne le silence de la communauté internationale sur la question. L'agence de presse internationale Reuters ainsi que d'autres médias basés en Israël ne parviennent pas à identifier un rabbin de ce nom, ni l'existence d'un « Conseil des rabbins de Cisjordanie ». Wafa, l'agence de presse palestinienne officielle (OLP), reprend aussi l’allégation citant Yehuda Shaul de Breaking the Silence : « L'objectif derrière  l'empoisonnement des eaux en Cisjordanie est de pousser les Palestiniens hors de leurs villes et villages afin que les colons s'emparent des terres palestiniennes ». Gulf News, quotidien anglophone publié à Dubaï dans les Émirats arabes unis, publie aussi cette information le 19 juin, en l'attribuant également à Breaking the Silence qui dément alors être à l'origine de l'information. Cependant, le 23 juin 2016, prononçant un discours devant le Parlement de l'Union Européenne à Bruxelles où il dénonce les « incitation[s] à la violence contre les Palestiniens (en) », Mahmoud Abbas, le président de l'Autorité palestinienne, rapporte ces accusations selon lesquelles des rabbins voudraient empoisonner les puits palestiniens, discours à la suite duquel une standing ovation lui est offerte,. En réaction, Israël crie à la calomnie,. En France, la fausse information est diffusée initialement le 23 juin par l’association antisioniste radicale CAPJPO-Europalestine (Coordination des appels pour une paix juste au Proche-Orient) puis, entre autres, par les sites d'information musulmans Oumma.com, Halalbook devenu AlNas et Fdebranche. Deux jours plus tard, le bureau du président palestinien publie un communiqué en ces termes : « Après qu’il est devenu évident que les déclarations supposées d’un rabbin, relayées par de nombreux médias, se sont révélées sans fondement, le président Mahmoud Abbas a affirmé qu’il n’avait pas pour intention de s’en prendre au judaïsme ou de blesser le peuple juif à travers le monde ».
Le site d'information israélien YnetNews reprend le rapport de l'agence de surveillance des médias PalWatch (Palestine Medias Watch) qui impute l'escalade des mensonges sur cette affaire d'abord à Yehuda Shaul (Breaking the silence) puis au ministère palestinien des Affaires étrangères et enfin à l'OLP (Organisation de libération de la Palestine).

#### Accusation inverse
Dans Beyond Chutzpah : On the Misuse of Anti-Semitism and the Abuse of History, Norman Finkelstein souligne que l'accusation inverse a existé dans le contexte du conflit israélo-palestinien. Le mufti de Jérusalem Mohammed Amin al-Huseini était ainsi accusé, d'avoir durant la Seconde Guerre mondiale mis sur pied l'opération Atlas au cours de laquelle une unité de la Waffen-SS composée de cinq soldats (trois anciens membres de la Société des Templiers en Palestine et deux arabes palestiniens proches du mufti) aurait eu pour mission d'empoisonner les puits de Tel-Aviv avec du cyanure,.

### Accusations de meurtre pour vol d'organes
- En 2004, débute sur la chaîne iranienne Sahar 1 une série télévisée Les Yeux bleus de Zahra (ou Pour vous, Palestine). Elle a été créée par Ali Derakhshi, un ancien fonctionnaire du Ministère de l'éducation. L'intrigue se déroule en Cisjordanie et se focalise sur les militaires et sur les civils israéliens (tous habillés comme des Juifs religieux) qui conspirent pour voler les yeux des enfants palestiniens. La série a été condamnée, en dehors du Moyen-Orient, en raison de la représentation à forte connotation antisémite des Juifs et plus particulièrement des Israéliens.

- En 2009, un article du tabloïd suédois Aftonbladet, intitulé « Nos enfants sont dépouillés de leurs organes » accuse Tsahal de couvrir un trafic d'organes prélevés sur des Palestiniens qui aurait eu lieu en 1992. Deux jours après la publication de l'article, l'auteur avait admis, qu’il « n’avait aucune idée » ni « aucune preuve » de la véracité de ces accusations[57]. En décembre 2009, Israël reconnaissait que de tels prélèvements d'organes avaient effectivement été réalisés sur des cadavres aussi bien israéliens que palestiniens, sans autorisation, mais que ces faits avaient cessé depuis dix ans, soit depuis l'an 2000[58].

## Motivation
En France, « pour des raisons historiques, le biais en question se lie potentiellement à la légitimation de l’État d’Israël, donc à la relation controversée entre l’antisionisme et l’antisémitisme » ; probablement selon Lindenberg et Palmer, la partialité du traitement médiatique est-elle liée à la « politique étrangère française envers le Proche et Moyen-Orient qui est différente de la politique britannique, et que ceci influe sur la couverture médiatique ». Mais pour le directeur de recherche émérite au CNRS Daniel Dayan, la critique des médias à l’encontre d’Israël dépasse les frontières du débat politique pour rejoindre clairement des formes d’antisémitisme, ou d’antijudaïsme, ou d’antisionisme.

## Black-out médiatique de l'enclave de Gaza depuis 2023
Depuis le début de la guerre à Gaza en octobre 2023, Israël interdit l'accès de l'enclave à tous les journalistes étrangers, à l'exception de visites ponctuelles accompagnées et dirigées par l'armée israélienne. Ce non respect de la liberté d'informer est critiqué par de nombreux médias et associations de journalistes comme Reporters sans frontières. De plus, l'armée israélienne cible délibérément les journalistes palestiniens sur place, dont 200 ont été tués en 20 mois,.

### Ouvrages
- Denis Sieffert, La guerre israélienne de l'information : désinformation et fausses symétries dans le conflit israélo-palestinien, La Découverte, 2002, 127 p. (ISBN 978-2-7071-3839-2)
- La guerre des pierres. Paul Ginievwski.  (ISBN 978-2905094278)

### Films
- La guerre des images (film), de Pierre Rehov
- La route de Jénine, documentaire de 53 min de Pierre Rehov, 2003[61],[62],[63],[64],[65] ;
- Décryptage, de Jacques Tarnero et Philippe Bensoussan ;
- Pallywood de Richard Landes ;
- Peace, Propaganda & the Promised Land: U.S. Media & the Israeli-Palestinian Conflict, de Bathsheba Ratzkoff et Sut Jhally[66] ;
- Shooting Under Fire, de Sacha Mirzoeff et Bettina Borgfeld[67] ;